# Парламентские выборы в Сьерра-Леоне (1951)
Первые парламентские выборы в Колонии и Протекторате Сьерра-Леоне проходили в ноябре 1951 года.

## Избирательная система
По Конституции Сьерра-Леоне 1947 года Законодательный совет состоял из 35 членов. Из них 7 членов были правительственные чиновники, семь членов были назаначенные европейцы и 14 — африканцы, выбранные от Протектората Сьерра-Леоне (из них 10 — от районных советов и 2 — от Совета Протектората). Остальные 7 членов были африканцы, избираемые от Колонии Было зарегистрировано около 5 тыс. избирателей..

## Кампания
Из 7 членов Законодательного совета, избираемых прямым голосованием, два кандидата от сельских округов избирались на безальтернативной основе.

## Результаты
Национальный совет Сьерра-Леоне получил 3 места, а Народная партия Сьерра-Леоне - 2 места. Однако, Народная партия получила поддержку представителей Протектората.
Из 3 276 поданных бюллетеней 2 438 были от трёх городских округов Фритауна и 838 - от двух сельских округов
| Партия                             | Голоса | %   | Места |
| ---------------------------------- | ------ | --- | ----- |
| Национальный совет Сьерра-Леоне    |        |     | 3     |
| Народная партия Сьерра-Леоне       |        |     | 2     |
| Независимые                        |        |     | 2     |
| Всего                              | 3 276  | 100 | 7     |
| Непрямо избранные члены            |        |     | 14    |
| Назначенные члены                  |        |     | 7     |
| Чиновники                          |        |     | 7     |
| Общее число                        |        |     | 35    |
| Источник: Wyse, Sternberger et al. |        |     |       |